# Apocinina
Apocinina, também conhecida como acetovanilona, é um composto orgânico natural estruturalmente relacionado à vanilina. Tem sido isolado de uma variedade de fontes vegetais e é estudado por sua variedade de propriedades farmacológicas.

## História
Apocinina foi primariamente descrita por Oswald Schmiedeberg, um farmacologista alemão, em 1883 e foi isolada pela primeira vez da raiz do cânhamo canadense (Apocynum cannabinum). Na época, esta planta já era usada pela sua conhecida eficácia contra edema e problemas de coração. Em 1971, apocinina também foi isolada da Picrorhiza kurroa, uma pequena planta que cresce em altas altitudes noroeste do Himalaia. P. kurroa foi usada ao longo da história como um tratamento para problemas no fígado e coração, icterícia, e asma. Em 1990, Simons et al. isolaram a apocinina frações farmacologicamente utilizáveis em um processo de isolamento guiado ativamente.